# Солодовников, Михаил Викторович
Михаи́л Ви́кторович Солодо́вников (17 августа 1979, Москва) — российский журналист и продюсер. 

## Биография
Учился в аспирантуре социологического факультета МГУ. Магистр философии и богословия.
С марта по июнь 2000 года был внештатным корреспондентом газеты «Московские новости». С 2001 года — корреспондент, специальный корреспондент ДИП ФГУП ГТК «Телеканал „Россия“». Был в числе журналистов канала, освещавших войну в Ираке.
С марта 2006 года — собственный корреспондент ФГУП ГТК «Телеканал „Россия“» в Вашингтоне (США). Работал в одной съёмочной группе с Евгением Лагранжем. Последний репортаж Солодовникова на ВГТРК вышел 7 июля 2012 года.
В 2011 году был избран членом правления международной телевизионной академии Emmy.
В том же году в МГУ имени Ломоносова защитил диссертацию на тему «Цензура как механизм социального контроля: социологический анализ» на соискание степени кандидата социологических наук. В 2018 году представители сообщества «Диссернет» обнаружили в диссертации ряд заимствований без ссылок на источники и рекомендовали Высшей аттестационной комиссии лишить Солодовникова данной степени. По состоянию на 2020 год Солодовников её сохраняет.
С июля 2012 года — директор информационного вещания телеканала RT America. В 2017 году фигурировал как генеральный директор и единственный сотрудник RT America (по документам — T & R Productions LLC). В марте 2022 года из данного подразделения было уволено большинство сотрудников. В свою очередь, сам Солодовников был исключён из международной академии Emmy.